# Национальная партия Греции
Национальная партия Греции (греч. Εθνικόν Κόμμα Ελλάδος) — греческая правоцентристская националистическая партия 1945—1950. Создана Наполеоном Зервасом на основе республиканской организации греческого Сопротивления ЭДЕС. Стояла на позициях национал-консерватизма и экономического либерализма. Выступала на стороне правых антикоммунистических сил в гражданской войне. Была представлена в парламенте и правительстве.

## Предыстория
Серьёзной силой греческого Сопротивления в период оккупации являлось движение ЭДЕС. Лидер ЭДЕС Наполеон Зервас, убеждённый республиканский националист, был не только борцом против оккупантов, но решительным противником монархии и последовательным антикоммунистом. В афинских столкновениях на рубеже 1944—1945 силы ЭДЕС/ЭОЭА потерпели поражение от коммунистической ЭЛАС.
После освобождения Греции от оккупантов в стране началась гражданская война. Коммунистическая партия Греции (КПГ) при поддержке СССР, ФНРЮ, НРБ и НРА сформировала свою армию ДАГ. Правые антикоммунистические силы группировались вокруг королевского правительства при поддержке Великобритании и США. Несмотря на свои республиканские взгляды, Зервас стал на сторону монархического режима против КПГ. Политическим продолжением ЭДЕС явилась созданная Зервасом 15 февраля 1945 Национальная партия Греции (ЭКЭ).

## Политика
Организационной основой ЭКЭ являлись структуры ЭДЕС. Наиболее многочисленные и активные организации были созданы в Эпире, на родине Зерваса. Финансирование поступало из источников, сформированных во время войны за счёт британских субсидий.
Идеологически партия Зерваса оставалась республиканской, однако заметно эволюционировала вправо по сравнению с ЭДЕС (показательно, что автор программы ЭДЕС социалист Комнинос Пиромаглу, ближайший сподвижник Зерваса во время войны, не имел отношения к ЭКЭ). Партия соединяла принципы национал-консерватизма и правого либерализма (особенно в экономике), признавала королевский режим Георга II и Павла I.
Политические установки были подчинены задачам гражданской войны против КПГ. С февраля по август 1947 Наполеон Зервас был министром общественного порядка в правительстве Димитриоса Максимоса. На этом посту Зервас руководил жандармерией, активно содействовал антикоммунистическим военизированным формированиям — подразделениям сельской безопасности (МАИ) и подразделениям выборочного преследования (МАД).

## Выборы
На выборах 31 марта 1946 победу одержал Объединённый патриотический фронт правых монархических партий. ЭКЭ выступала самостоятельно, вне правонационалистических блоков. За партию проголосовали 66027 избирателей — почти 6 %. Это дало партии 20 из 354 мандатов в греческом парламенте. Наибольшая поддержка была получена в Эпире — более 61 % (тогда как, например, в Афинах — менее 2,3 %). Наполеон Зервас был избран депутатом от Янины. Значительная поддержка ЭКЭ отмечалась в районах, помнивших террор оккупантов (расстрелы в Парамитья, резня в Дистомо) и вооружённую борьбу ЭДЕС/ЭОЭА. В Парамитье (Эпир, Теспротия) за ЭКЭ голосовали почти 75 %, в Дистомоне — свыше 63 %. Наконец, в таких районах, как Левадия (Беотия), голосованию за ЭКЭ (более 13 %) способствовали МАИ.
На выборах 5 марта 1950 первая место заняла консервативно-монархическая Народная партия. ЭКЭ заручилась поддержкой 61575 избирателей. Доля электората при этом заметно уменьшилась: 3,65 %. В парламенте партию представляли теперь 7 депутатов из 250. С четвёртой позиции системных греческих партий ЭКЭ переместилась на восьмую.
Довольно скромные результаты самостоятельных выступлений на выборах побудили Зерваса активизировать коалиционную политику. В 1950 году ЭКЭ влилась в Либеральную партию политических наследников Элефтериоса Венизелоса.